# Robert Culp

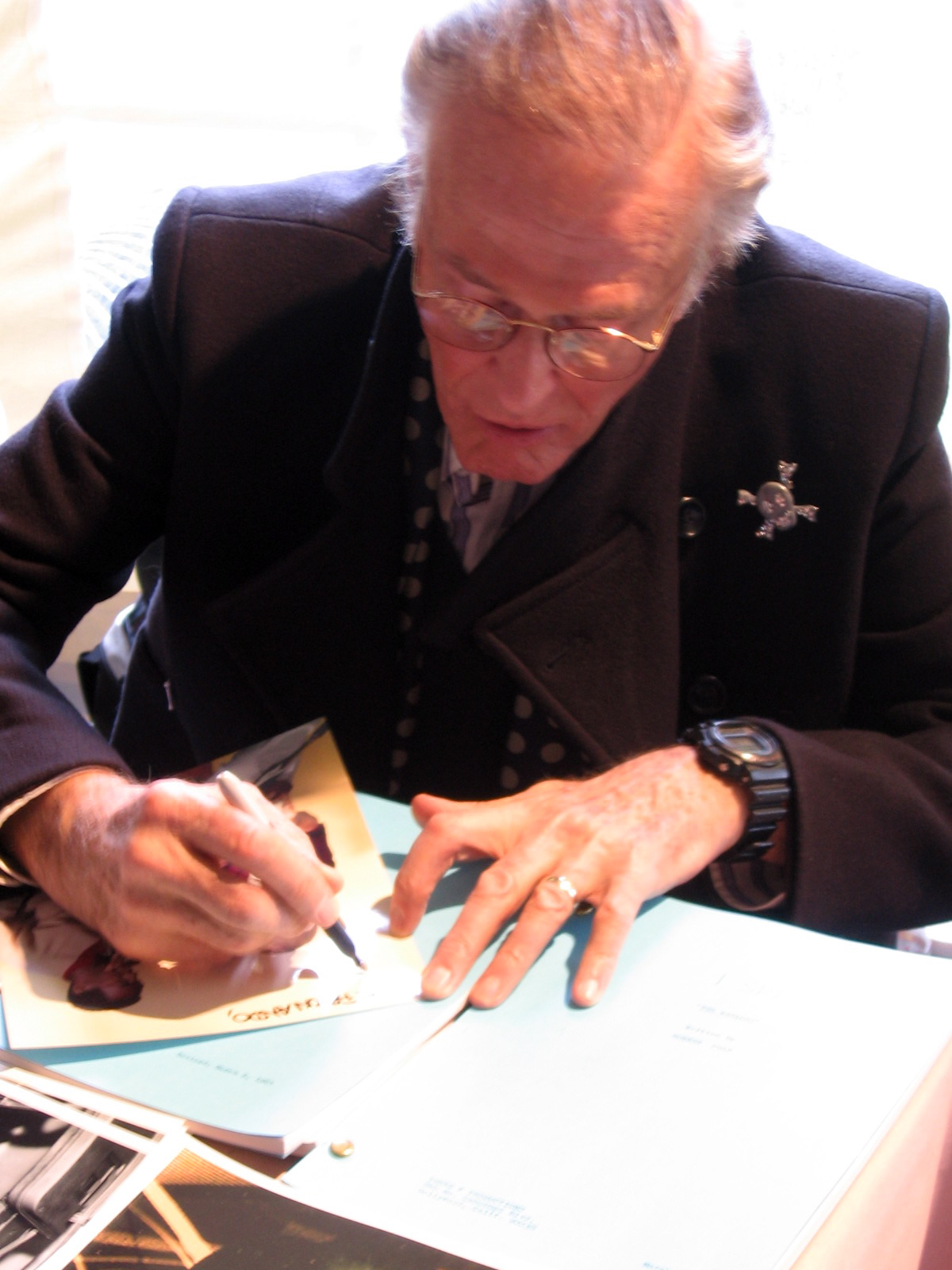
Robert Culp, Oktober 2005

Robert Martin Culp (* 16. August 1930 in Oakland, Kalifornien; † 24. März 2010 in Los Angeles, Kalifornien) war ein US-amerikanischer Schauspieler. Er wurde insbesondere durch seine Mitwirkung an zahlreichen US-Fernsehserien zwischen den 1950er- und 2000er-Jahren bekannt, darunter die Hauptrolle des Kelly Robinson in Tennisschläger und Kanonen.

## Leben
Culp wurde als einziges Kind von Crozier Cordell Culp, einem Anwalt, und seiner Gattin Bethel Martin Culp (geb. Collins) geboren. Er schloss die Berkeley High School ab. An seiner Schule war er erfolgreicher Stabhochspringer und belegte 1947 bei der Staatsmeisterschaft Kaliforniens den zweiten Platz in dieser Sportart.  Culp besuchte die University of the Pacific in Stockton, machte aber keinen Abschluss. Auch an den Universitäten Washington University in St. Louis, San Francisco State und der University of Washington School of Drama studierte er, ohne einen akademischen Grad zu erlangen. Er wandte sich stattdessen der Schauspielerei zu und nahm Unterricht an der New Yorker Schauspielschule HB Studio unter den Lehrern Herbert Berghof und Uta Hagen.
Seit seinem Fernsehdebüt 1953 trat Culp in verschiedensten Fernsehserien wie Abenteuer im wilden Westen, Tausend Meilen Staub, Kein Fall für FBI oder Bonanza auf. Seine erste Hauptrolle hatte er von 1957 und 1959 in der Westernserie Trackdown als Texas Ranger Hoby Gillman. Seine vielleicht größte Popularität erreichte Culp durch die Rolle des Kelly Robinson in der Krimiserie Tennisschläger und Kanonen (Originaltitel: I Spy), in der er von 1965 bis 1968 auftrat. Als Kelly Robinson war er neben Bill Cosby einer von zwei US-Spionen, die in humorvoller Weise spannende Abenteuer bestanden.
Nach dem Erfolg von I Spy spielte Culp einige Kino-Hauptrollen, darunter in der für vier Oscars nominierten Beziehungskomödie Bob & Carol & Ted & Alice (1969) neben Natalie Wood und in dem Western In einem Sattel mit dem Tod (1971) an der Seite von Raquel Welch. Diese Phase als Kinostar war allerdings eher von kurzer Dauer, im Verlaufe der 1970er-Jahre wirkte er wieder vermehrt an Fernsehserien oder Fernsehfilmen mit.
In der Krimiserie Columbo war er dreimal als Mörder zu sehen: in Mord mit der linken Hand (1971), Wenn der Eismann kommt (1972) und Ein gründlich motivierter Tod (1973). In der Episode Luzifers Schüler (1990) spielte er den selbstgefälligen Vater von einem der beiden Mörder. Von 1981 bis 1986 verkörperte er die Rolle des FBI-Agenten Bill Maxwell in der Superheldenserie The Greatest American Hero. Von 1996 bis 2004 hatte er in der Sitcom Alle lieben Raymond eine wiederkehrende Nebenrolle als Warren Whelan. In der englischsprachigen Version des Computerspiels Half-Life 2 von 2004 sprach er die Rolle des Bösewichts Dr. Breen.
Seine letzte Filmrolle hatte er in dem Drama The Assignment (2010), welche er noch beenden konnte, bevor er mit 79 Jahren an einem Herzinfarkt während eines Spaziergangs starb. Culp war fünfmal verheiratet, darunter von 1967 bis 1970 mit der Schauspielerin France Nuyen, zuletzt von 1981 bis zu seinem Tod mit Candace Faulkner. Er war Vater von drei Söhnen und zwei Töchtern. Ein Sohn ist der Schauspieler Joseph Culp (* 1963), ein Enkel der Rapper Bones (* 1994).

## Filmografie (Auswahl)

### Fernsehen
- 1953: You Are There (2 Folgen)
- 1956–1958: The United States Steel Hour (3 Folgen)
- 1957, 1963: Alfred Hitchcock präsentiert (Alfred Hitchcock Presents, 2 Folgen)
- 1957–1959: Trackdown (71 Folgen)
- 1957–1960: Abenteuer im wilden Westen (Dick Powell’s Zane Grey Theater, 3 Folgen)
- 1960: Johnny Ringo (Folge 1x38)
- 1960: Outlaws (Folge 1x01)
- 1960, 1962: Westlich von Santa Fé (The Rifleman, 2 Folgen)
- 1961: Tausend Meilen Staub (Rawhide, Folge 3x12)
- 1961: Kein Fall für FBI (The Detectives Starring Robert Taylor, Folge 2x23)
- 1961: Bonanza (Folge 3x06)
- 1963: Gnadenlose Stadt (Naked City, Folge 4x23)
- 1963–1964: The Outer Limits (3 Folgen)
- 1964: The Movie Maker (Fernsehfilm)
- 1964: Die Leute von der Shiloh Ranch (The Virginian, Folge 3x03)
- 1964: Solo für O.N.C.E.L. (The Man from U.N.C.L.E., Folge 1x04)
- 1964: Rauchende Colts (Gunsmoke, Folge 10x08)
- 1964: Einbahnstraße in den Tod (The Hanged Man)
- 1965–1968: Tennisschläger und Kanonen (I Spy, 82 Folgen)
- 1968: Mini-Max (Get Smart, Folge 3x25)
- 1970: The Name of the Game (2 Folgen)
- 1971–1990: Columbo (4 Folgen):
  - 1971: Mord mit der linken Hand (Death Lends a Hand)
  - 1972: Wenn der Eismann kommt (The Most Crucial Game)
  - 1973: Ein gründlich motivierter Tod (Double Exposure)
  - 1990: Luzifers Schüler (Columbo Goes to College)
- 1973: Der eiskalte Tod (A Cold Night’s Death)
- 1973: Shaft (Folge 1x01)
- 1974: Houston, bitte kommen… (Houston, We’ve Got a Problem)
- 1976: Die Flut bricht los (Flood)
- 1978: O’Malley, bitte melden (Last of the Good Guys)
- 1979: Roots – Die nächsten Generationen (Roots: The Next Generations, Miniserie, Folge 1x05)
- 1979: Mrs. Columbo (Folge 1x01)
- 1980: Love Boat (The Love Boat, Folge 4x04)
- 1980: Die Nacht, als der Terror tobte (The Night the City Screamed)
- 1980: Die Traumfabrik (The Dream Merchants, Miniserie, 2 Folgen)
- 1981: Killjoy – Mörderische Begegnung (Killjoy)
- 1981–1986: The Greatest American Hero (44 Folgen)
- 1984: Hardcastle & McCormick (Hardcastle and McCormick, Folge 1x17 Schule der Diebe)
- 1984: Der Model-Killer (Calendar Girl Murders)
- 1985: Ausgetrickst (Brothers-in-Law)
- 1985: Geheimcode: Rebecca (Key to Rebecca)
- 1986: Mord ist ihr Hobby (Murder, She Wrote, Folge 2x12)
- 1986: Der Gladiator (The Gladiator)
- 1986: Der Preis für 35 Karat (The Blue Lightning)
- 1986, 1987: Hotel (2 Folgen)
- 1987: Ein Engel auf Erden (Highway to Heaven, Folge 3x21)
- 1987: Die Bill Cosby Show (The Cosby Show, Folge 3x23)
- 1987: Matlock (2 Folgen)
- 1987, 1991: Jake und McCabe – Durch dick und dünn (Jake and the Fatman, 2 Folgen)
- 1989: Doctor Doctor (Folge 2x02)
- 1989: Wer ist hier der Boss? (Who’s the Boss?, Folge 6x12 Alles aufs Spiel gesetzt)
- 1990: Golden Girls (The Golden Girls, Folge 5x17)
- 1990: Die Entführung der Achille Lauro (Voyage of Terror: The Achille Lauro Affair)
- 1990: Perry Mason und der Trotzkopf (Perry Mason: The Case of the Defiant Daughter)
- 1990: Bradburys Gruselkabinett (The Ray Bradbury Theater, Folge 4x11)
- 1991: Visionen des Schreckens (Murderous Vision)
- 1993: Dr. Quinn – Ärztin aus Leidenschaft (Dr. Quinn, Medicine Woman, Folge 1x07)
- 1994: Bill Cosby & Co. – Die Rückkehr der Superspione (I Spy Returns)
- 1994: Die Nanny (The Nanny, Folge 1x20 Wenn der Vater mit der Tochter)
- 1994: Wildes Land (Lonesome Dove, Miniserie, 3 Folgen)
- 1994: Überflieger (Wings, Folge 6x10)
- 1995: Walker, Texas Ranger (Folge 3x16)
- 1995: Superman – Die Abenteuer von Lois & Clark (Lois & Clark: The New Adventures of Superman, 2 Folgen)
- 1995–1996: Gargoyles – Auf den Schwingen der Gerechtigkeit (Gargoyles, 4 Folgen, Stimme)
- 1996–2004: Alle lieben Raymond (Everybody Loves Raymond, 11 Folgen)
- 1997: Law & Order (Folge 7x15 Die Tote im East-River (1))
- 1997: Viper (Folge 3x07)
- 1997: Diagnose: Mord (Diagnosis: Murder, Folge 5x10)
- 1998: Conan, der Abenteurer (Conan, Folge 1x14)
- 1998: Schief gewickelt (Holding the Baby, Folge 1x03)
- 1998–1999: Die Geheimakten der Spürhunde (The Secret Files of the Spy Dogs, 13 Folgen, Stimme)
- 1999: Eminem Feat. Dr. Dre: Guilty Conscience (Musikvideo)
- 1999: Cosby (Folge 4x01)
- 2000: Chicago Hope – Endstation Hoffnung (Chicago Hope, Folge 6x18)
- 2000: Die Nominierung (Running Mates)
- 2003: Dead Zone (The Dead Zone, Folge 2x09 Der Mann, der nie existierte)
- 2007: Robot Chicken (Webserie, Folge 3x07) (Stimme)

### Kino
- 1963: Patrouillenboot PT 109 (PT 109)
- 1963: Sonntag in New York (Sunday in New York)
- 1963: Die rauhen Reiter von Texas (The Raiders)
- 1964: Safari zur Hölle (Rhino!)
- 1969: Bob & Carol & Ted & Alice
- 1971: In einem Sattel mit dem Tod (Hannie Caulder)
- 1972: Magnum Heat (Hickey & Boggs)
- 1973: A Name for Evil
- 1974: Südsee-Cowboy (The Castaway Cowboy)
- 1975: Inside Out – Ein genialer Bluff (Inside Out)
- 1976: Auf der Fährte des Adlers (Sky Riders)
- 1976: Ein Orkan von Blei (Breaking Point)
- 1976: Der Supermann des Wilden Westens (The Great Scout & Cathouse Thursday)
- 1976: Trans-Amerika-Express (Silver Streak)
- 1979: Der Agent (Goldengirl)
- 1982: National Lampoon’s Movie Madness
- 1985: Das Schlitzohr (Turk 182)
- 1987: Big Bad Mama 2 (Big Bad Mama II)
- 1991: Nameless – Total Terminator (Timebomb)
- 1993: Die Akte (The Pelican Brief)
- 1995: Panther
- 1995: XTRO-3 (Xtro 3: Watch the Skies)
- 1996: Agent 00 – Mit der Lizenz zum Totlachen (Spy Hard)
- 1996: Rache – Söldner des Todes (Mercenary)
- 1997: America’s Most Wanted (Most Wanted)
- 2000: Blond und skrupellos (Dark Summer)
- 2000: Die Rächerin – Allein gegen das Syndikat (Farewell, My Love)
- 2000: Newsbreak – Eine Story auf Leben und Tod (Newsbreak)
- 2001: Hunger
- 2003: Blind Eye
- 2004: The Almost Guys
- 2005: Santa’s Slay – Blutige Weihnachten (Santa’s Slay)
- 2010: The Assignment

## Auszeichnungen
- 1967: Nominierung für einen Golden Globe Award als bester TV-Star in I Spy
- 1966: Nominierung für einen Primetime Emmy Award als bester Darsteller in einer Fernsehserie in  I Spy
- 1967: Nominierung für einen Primetime Emmy Award als bester Darsteller in einer Fernsehserie in  I Spy
- 1968: Nominierung für einen Primetime Emmy Award als bester Darsteller in einer Fernsehserie in  I Spy